# Georg Pacák

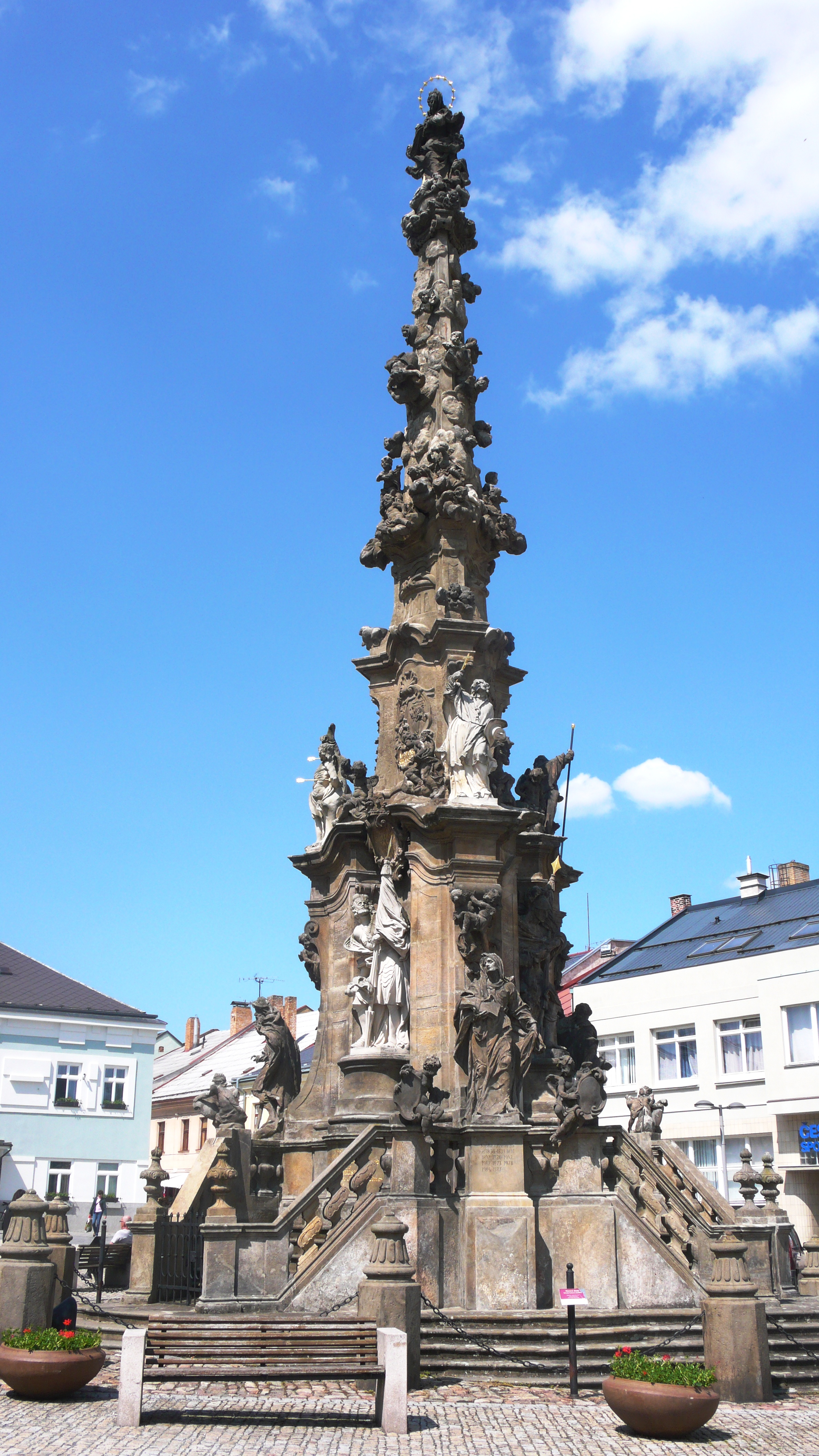
Mariensäule in Politschka (Ausführung Georg Pacák, 1731)

Georg F. Patzak (tschechisch Jiří František Pacák; * 1670 in Alt Rognitz, Königgrätzer Kreis; † 11. August 1742 in Mährisch Trübau, Chrudimer Kreis) war ein böhmischer Bildhauer des Barocks.

## Leben
Georg F. Patzak, der einer ostböhmischen Schnitzer- und Bildhauer-Familie entstammte, zählt zu den bedeutendsten Bildhauern des böhmischen Barocks. Von 1703 bis 1716 lebte er in Lusche, wo er die Wallfahrtskirche Mariahilf ausgestaltete und am 22. November 1707 Marta Chaur(ova) heiratete. Im gleichen Jahr gelang es ihm, mit seiner künstlerischen Leistung und diplomatischem Geschick, von den Jesuiten der Residenz Chlumek neben der Erlaubnis zur Trauung auch die Befreiung aus der Leibeigenschaft für sich und seine Frau zu erlangen. Am 29. Dezember 1713 wurde dort der gemeinsame Sohn Franz Heinrich getauft, der als Franz Patzak ebenfalls ein bekannter Bildhauer wurde. 1721 arbeitete Georg Patzak mit Matthias Bernhard Braun in Leitomischl zusammen, vorher wohl auch schon in Kukus für Franz Anton von Sporck an den Figuren der Tugenden und Laster. Dort machte er sich ab 1725 selbständig. 1738 ließ er sich in Mährisch Trübau nieder, wo er im selben Jahr Anna Maria, die Witwe des Malers Christian David heiratete. Deren Schwester war seit 1736 mit Thaddäus Supper verheiratet.
Seine wichtigsten Werke schuf Georg Patzak für Politschka, Schurz und Mährisch Trübau, wo er unter den Künstlern eine dominante Stellung einnahm. Weitere Werke sind in Trautenau, Schatzlar, Königinhof, Politschka  und Robousy bei Jičín erhalten. Sein Sohn Franz Patzak wirkte ebenfalls als Bildhauer.